# Cappadonna
Cappadonna, vlastním jménem Darryl Hill (* 18. září 1969), je americký rapper, který působí ve skupině Wu-Tang Clan. Vystupoval na albech Wu-Tang Forever (1997), The W (2000), 8 Diagrams (2007), A Better Tomorrow (2014) a Once Upon a Time in Shaolin (2015). Spolu s Ghostface Killahem, dalším členem Wu-Tang Clanu, působí v kolektivu Theodore Unit. Své první sólové album vydal v roce 1998 pod názvem The Pillage. V roce 2013 přispěl na album Nothing Was the Same zpěváka Drakea.

## Sólová diskografie
- The Pillage (1998)
- The Yin and the Yang (2001)
- The Struggle (2003)
- The Cappatilize Project (2008)
- Slang Prostitution (2009)
- The Pilgrimage (2011)
- Eyrth, Wynd and Fyre (2013)
- Hook Off (2014)
- The Pillage 2 (2015)
- Ear Candy (2018)